# Hendrik Brouwer

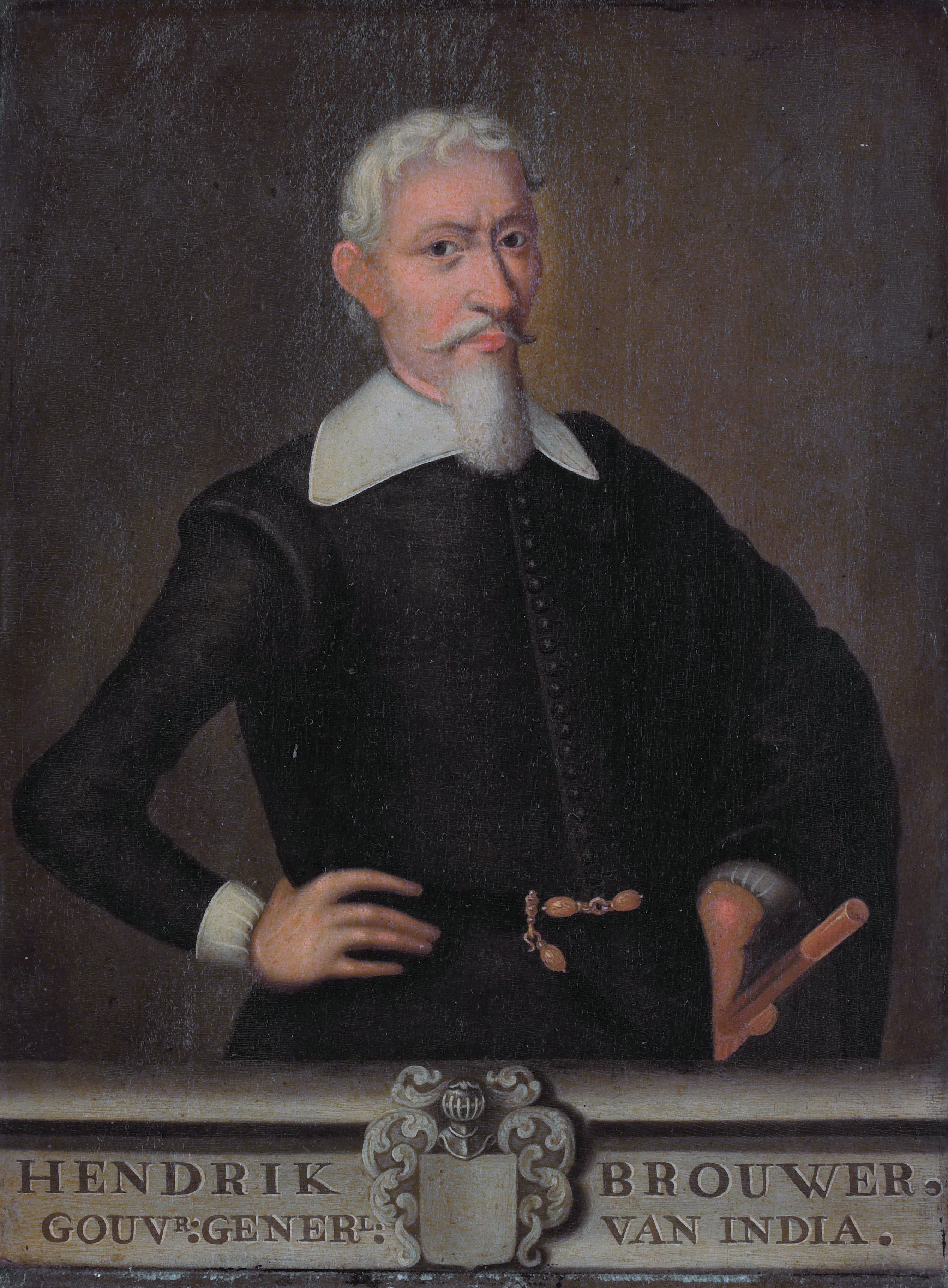
Hendrik Brouwer

Hendrik Brouwer (* um 1581; † 7. August 1643) war ein niederländischer Seefahrer und Generalgouverneur von Niederländisch-Indien von 1632 bis 1636.

## Leben und Wirken
Über die Jugend von Hendrik Brouwer ist nur wenig bekannt. Als Kommandeur einer Flotte von drei Schiffen der Niederländischen Ostindien-Kompanie auf dem Weg nach Niederländisch-Ostindien entdeckte er 1611 einen günstigen Seeweg von Südafrika nach Indonesien, der als Brouwer-Route bezeichnet wird. Dieser Seeweg sah vor, ab dem Kap der Guten Hoffnung auf etwa 35–45° südlicher Breite zu bleiben und erst ungefähr bei 110° östlicher Länge in Richtung Norden auf Batavia zuzusteuern. Diese Route erscheint zwar auf den ersten Blick länger, als die bisher bekannten, sie bot aber mehrere Vorteile: Zum einen bedeutete sie einen Zeitgewinn, da man sich mit dem Schiff auf dieser südlichen Breite die ganze Zeit innerhalb der Roaring Forties, einer starken Westwindzone, befindet, und auf der anderen Seite konnte man auf diese Weise die beiden anderen damals genutzten Routen umgehen. Die Straße von Mosambik zwischen Mosambik und Madagaskar wurde nämlich von den Portugiesen kontrolliert und der Seeweg östlich von Madagaskar wegen seiner gefährlichen Strömungen gemieden.
Weder den Portugiesen noch der VOC (Ostindien-Kompanie) war damals jedoch der Kontinent Australien bekannt, so dass nachfolgende Schiffe gelegentlich an den vorgelagerten Riffen der nahen australischen Westküste strandeten, wie beispielsweise 1629 die Batavia. Daneben gilt Brouwer auch als Entdecker erwähnter Roaring Forties.
Im Jahr 1643 brach er zu einer Reise nach Chile auf, um dort gegen die Spanier zu kämpfen und nach Gold zu suchen. In jener Zeit war die Idee der Terra australis incognita, des großen, unentdeckten „südlichen Kontinents“ noch vorherrschend. Beim Durchfahren der Le-Maire-Straße erkannte Brouwer nun zufällig, dass das Le Maire Staten Landt weder der besagte „südliche Kontinent“ sein könne, noch, dass das Staten Landt mit Neuseeland verbunden wäre. Er bewies somit indirekt, dass Neuseeland in Wirklichkeit nicht Teil des Staten Landt war. Diese Tatsache führte in den folgenden Jahren zur Umbenennung des heutigen Neuseeland.
Während der Chile-Expedition starb Brouwer schließlich. Über die Reise ist der Bericht eines Augenzeugen erhalten, des deutschen Soldaten Caspar Schmalkalden.